# Новопокровский поселковый совет (Солонянский район)
Новопокровский поселковый совет (укр. Новопокровська селищна рада) — входит в состав
Солонянского района
Днепропетровской области
Украины.
Административный центр поселкового совета находится в 
пгт Новопокровка.

## Населённые пункты совета
- пгт Новопокровка
- с. Дружелюбовка
- с. Котляровка
- с. Малиновое

## Ликвидированные населённые пункты совета
- с. Перше Травня